# KkStB-Tenderreihe 28
Die kkStB-Tenderreihe 28 war eine Schlepptenderreihe der kkStB, deren Tender ursprünglich von der Österreichischen Nordwestbahn (ÖNWB) stammten.
Die ÖNWB beschaffte diese Tender ab 1901 von Ringhoffer in Prag-Smichov.
Nach der Verstaatlichung der ÖNWB reihte die kkStB die Tender als Reihe 28 ein.
Die Tender blieben immer mit ihren Lokomotiven der Reihe 15 gekuppelt.